# Lars Teutenberg
Lars Teutenberg (Keulen, 2 september 1970) is een Duits wielrenner. Hij is een oudere broer van Sven Teutenberg en Ina-Yoko Teutenberg, die beiden ook als professioneel wielrenner werkzaam zijn. Zijn dochter Lea Lin Teutenberg kreeg in 2018 een contract bij WNT-Rotor. Zijn zoon Tim Torn is meervoudig Duits en Europees kampioen baanwielrennen.

## Belangrijkste overwinningen
1992
- Ronde van Wallonië

1998
- Ronde van Thüringen (U23)

2001
- 4e etappe Ronde van Japan

2002
- Werelduurrecord ligfietsen; 82,60 km.

2003
- Cinturó de l'Empordà
- Rund um Düren

2010
- Zesdaagse van Kaarst-Büttgen (met Alexander Aeschbach)

## Resultaten in voornaamste wedstrijden
| Jaar | Gent-Wevelgem |
| ---- | ------------- |
| 2000 | 42e           |